# HAWK
MIM-23 HAWK er et amerikansk luftværnsmissil anvendt af adskillige NATO-lande. HAWK er et backronym for Homing All the Way Killer.
Israel (1969-), Iran (1980-88) og Frankrig (1987) har anvendt HAWK-missiler mod arabiske fly. USA har ikke anvendt HAWK i kamp.
HAWK-missilerne har en rækkevidde på 50 km og en hastighed på mach 2,4 med optimal træfsikkerhed.
Ukraine anvender HAWK i sit forsvar mod Ruslands invasion.

## Flyvevåbnet
En dansk HAWK-eskadrille havde 6 mobile affyringsramper á 3 missiler.
HAWK skulle forsvare København under den kolde krig mod lavtgående fly. De første danske HAWK-eskadriller blev leveret som våbenhjælp fra USA og opstillet i 1964/65.
I 1975-78 opgraderedes missilerne til IHAWK (Improved HAWK) og i 2003 blev DEHAWK (Danish Enhanced HAWK) operativt. Systemet blev udfaset af Flyvevåbnet allerede i 2005.
Der var indledningsvist opstillet batterier på Middelgrundsfortet, Flakfortet, Aflandshage (Amager), Højerup (Stevns) og Svælgsgård (Tune). I 1984 blev Middelgrundsfortet dog nedlagt som raketrampe og Esk 541 flyttede til Stevnsfortet. Da NIKE systemet blev nedlagt overgik de gamle NIKE Esk til at benytte HAWK og de fire eskadriller blev flyttet vestpå: Esk 531 og 532 overført til Højstrup (Odense), Esk 533 til Flyvestation Skrydstrup, Esk 534 til Flyvestation Karup. Fire eskadriller blev på Sjælland, nærmere betegnet Esk 541 (Stevnsfortet), 542 (Amager), 543 (Stevns Fyr) og 544 (Tune). I 2001 blev eskadrillerne 531 og 541 nedlagt, Esk 542 flyttede fra Amager til Skalstrup ved Roskilde og Esk 532 flyttede fra Odense til Karup.
HAWK-missilerne var Flyvevåbnets Luftværnsgruppes (LVG) ansvar og i 2001 blev det slået sammen med Kontrol- og Varslingsgruppen (KVG) til Kontrol- og Luftforsvarsgruppen (KLG). I 2005 nedlagdes KLG og afløstes af Air Control Wing.
Under EU-topmødet i København i 2006 udsendte sikkerhedsledelsen en alarm til samtlige politikøretøjer på Sjælland efter en transport med HAWK-missiler var observeret på Holbækmotorvejen.
Transporten af raketbatteriet var dog godkendt af politiet selv.

## Ekstern henvisning
- Luftværnraketforsvaret i Danmark, 1959-1983 Arkiveret 10. marts 2007 hos  Wayback Machine
- Hawk-batterierne på Stevns Dansk/English Arkiveret 8. maj 2009 hos  Wayback Machine
- Informationsvideo om HAWK produceret af Forsvaret i 1993
- Causes of death among Belgian professional military radar operators: A 37-year retrospective cohort study (engelsk)
- Gesundheitsschäden durch militärische Radaranlagen (tysk)